# Lake Mapourika
Der Lake Mapourika ist ein See an der Westküste der Südinsel von Neuseeland.

## Geographie
Der Lake Mapourika befindet sich rund 90 km südwestlich von Hokitika und 6 km nördlich von Franz Josef / Waiau sowie 9 km südlich von der kleinen Siedlung Ōkārito entfernt, die an der Westküste zur Tasmansee liegt. Der See hat eine Länge von 5,1 km und eine maximale Breite von 3,9 km und erstreckt sich über eine Fläche von rund 8,5 km². An seiner südöstlichen Seite führt der New Zealand State Highway 6 vorbei und macht so den See für Reisende direkt zugänglich.
Gespeist wird der See, dessen Einzugsbereich rund 90 km² umfasst, von dem Potters Creek und dem MacDonalds Creek sowie verschiedenen kleinen Bächen. Die Entwässerung erfolgt über den Ōkārito River, der in dem See seinen Ursprung hat.
Administrativ zählt der See zur Region West Coast und ist Teil des Westland National Park.

## Geologie
Der See entstand durch den Franz Josef Glacier, als dieser sich vor rund 14.000 Jahren landeinwärts zurückzog.

## Klima
Die mittlere Jahrestemperatur liegt in der Gegend bei 12 °C und die Regenmenge pro Jahr kann mit um die 5000 mm angenommen werden (4950 mm (1989)).